# Erik Pevernagie
Erik Pevernagie (27 aprile 1939) è un pittore belga.

## Biografia
Erik Pevernagie è figlio dell'artista Louis Pevernagie, pittore (1904-1970).
Conseguita nel 1961 la laurea in filologia germanica presso l'Universite`Libre di Bruxelles ed un successivo master in Cambridge, svolge l'insegnamento quale docente di economia superiore.
Nel 1973 viene nominato presidente dell'associazione culturale Recreative International Centre (RIC), Ric's Art Boat e Ric's River Boat.

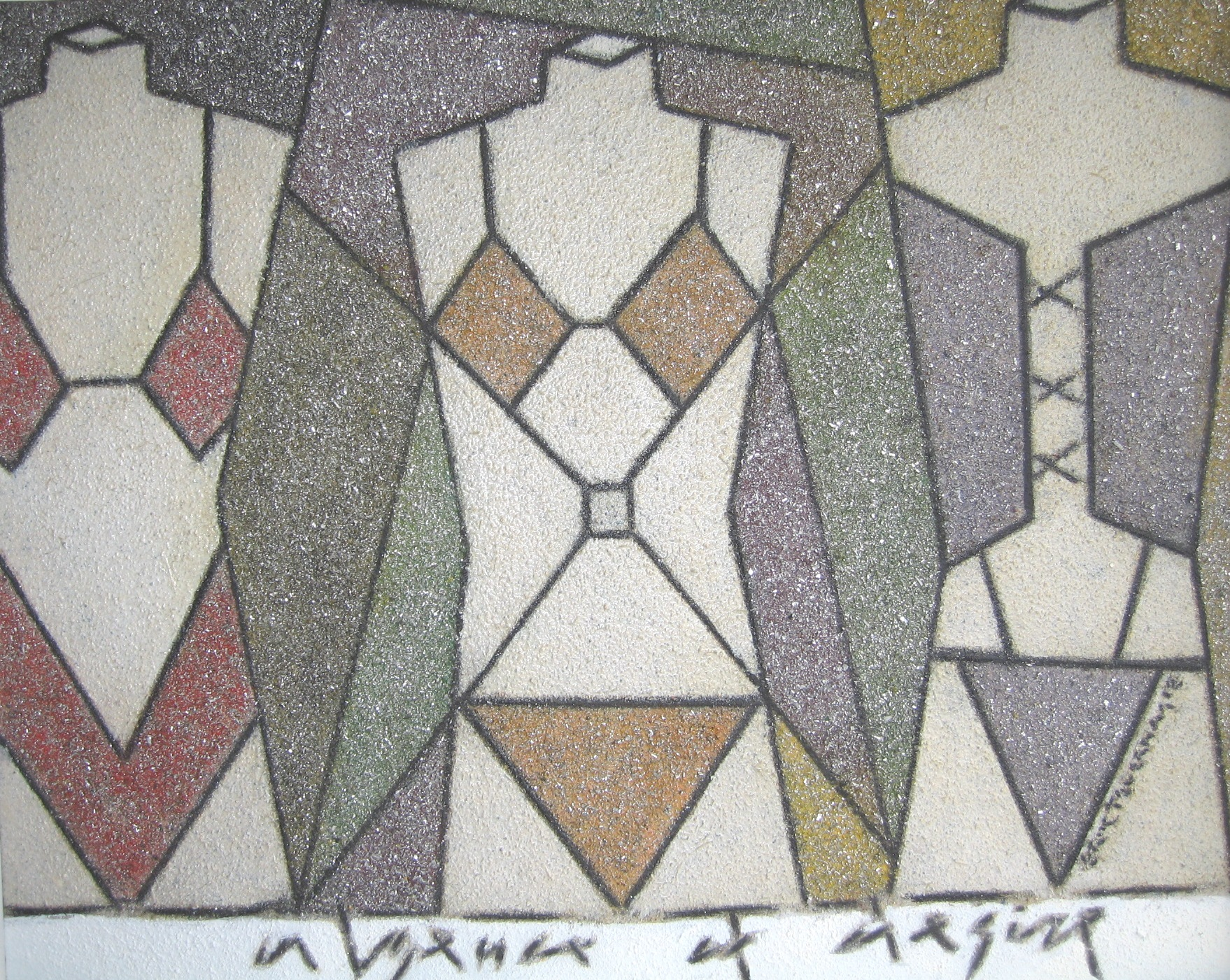
Erik Pevernagie. Absence of desire(80 x 100), oil & metal on canvas

Ha tenuto esposizioni personali in Bruxelles, Anversa, Parigi, Düsseldorf, Amsterdam, Lucca e partecipato ad esposizioni collettive in New York. Vive a Uccle (vicino a Bruxelles). .

## Opera
La sua pittura parte da situazioni di vita quotidiana trasformate poi in una rete di pure linee geometriche che si espandono sulla intera tela. L'artista nasconde il soggetto delle sue idee in un ambito singolare e crea attraverso una particolare inquadratura e con forme strutturate, a volte minimaliste ed a volte enigmatiche, una moltitudine di tensioni.
Queste tensioni riflettono la sua visione di un mondo elementare, spoglio, disarticolato.
Tutto ciò è ben posto centralmente dallo “Zeitgeist”. Intervistato, l'artista ricalca il riferimento a questo aspetto.
“Inizio a partire da elementi reali presi a prestito dalla vita quotidiana o da semplici fatti diversi. Questi sono tradotti pittoricamente, posti in un contesto specifico e riconvertiti in un contenuto equivoco. Io non procedo dunque in una maniera univoca. Dipingo le cose perché queste appaiono ogni giorno, perché sono impresse nella mia memoria, perché reagiscono nell'arsenale della mia immaginazione. Dipingo le situazioni e le cose come le considero nel loro ambiente. Tutte le esperienze sono rappresentate come una avventura lineare e geometrica.”
Questi sono i dettagli, i piccoli oggetti della vita che ci circondano, che formano il quadro attraverso il quale noi percepiamo il mondo, che stimolano ed incoraggiano il pensiero. Sono questi oggetti che riflettono spesso il mondo interiore di molte persone.
L'artista presta una particolare attenzione all'importanza degli elementi anodini che riempiono la nostra vita quotidiana.
“I piccoli dettagli che circondano la nostra vita quotidiana quali un rasoio elettrico, la sigla @ od una vettura prendono qui tutt'altro significato e donano una dinamica certa all'insieme della sua opera.
Descrivono semplicemente la nostra paura e le nostre frustrazioni.”

## Filosofia artistica

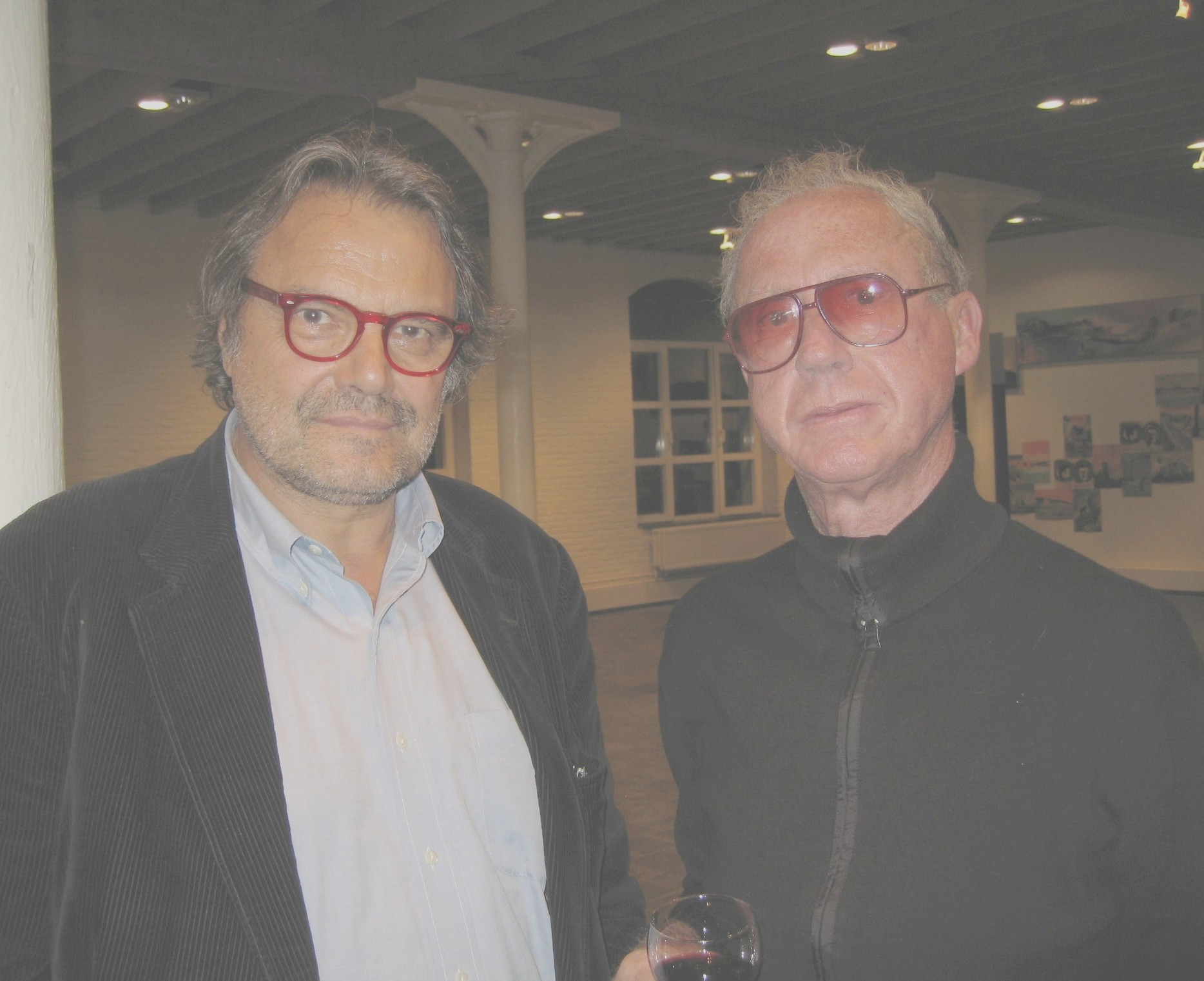
Oliviero Toscani & Erik Pevernagie

- L'opera dell'artista si concentra essenzialmente attorno all'uomo, nel suo ambiente, nella comunicazione tra gli esseri umani.  Già nella sua Déclaration artistique[2] fa esplicita allusione in tal senso: “L'arte per il suo potere creativo provoca scatti di armonizzazione, di pacificazione, di riavvicinamento tra gli individui ed i popoli. Attraverso l'arte gli esseri si spiegano e si incontrano. L'arte è per definizione universale ed aiuta ad attraversare le barriere e le frontiere. Aiuta ad eliminare le alienazioni.”
- Nel suo lavoro artistico il pittore insiste particolarmente sul problema della mancanza di contatti tra gli uomini e l'assenza di riferimenti fondamentali nella nostra società.   Bénézit, Dictionnaire des Peintres : "Pevernagie introduce nei suoi dipinti dei graffiti che testimoniano la solitudine dell'essere umano nel mondo, la sua alienazione nel tessuto urbano."[3]
- I fossati tra gli individui, le stratificazioni sociali e le generazioni sono la maggior preoccupazione dell'artista. -International Herald Tribune : « Bridging the gaps between generations, social strata and nationalities is a tricky business. However Erik Pevernagie may have hit upon a workable formula to ease the alienation'. »[4]
- Nell'opera la presenza fisica dei personaggi è posta su di un piano secondario. Per questo artista è essenziale spazzare via le false apparenze e porre in evidenza la messa a nudo dell'essere, la riscoperta del reale stato d'animo dell'individuo. Christie's, New York, Catalogue : « By denying any physical presence of the character and leaving simply dress evidence, the artist gives us a reproduction of the ground zero of the mind. His anti-hero has decided to make tabula rasa and get rid of all acquired alleged qualities. »[5]
- Le Vif/L'Express[6] accentua questa dialettica nel lavoro artistico del pittore. “Le forme per metà astratte e per metà figurative nonché la particolare inquadratura concorrono a disciogliere il soggetto dove la vita sembra essere nient'altro che apparenza. Pevernagie ci aiuta ad andare al di la di queste apparenze affinché si percepisca il mistero che si trascina dietro ai suoi personaggi in perpetua tensione, come in attesa di altra cosa, di un'altra vita.